# Nyagatare (district)
Nyagatare is een district (akarere) in de oostelijke provincie van Rwanda. De hoofdstad is Nyagatare. Het district beslaat het noordoostelijke uiteinde van Rwanda.
Nyagatare is het grootste en tweede meest bevolkte district in Rwanda. Nyagatare District grenst aan Oeganda in het noorden, Tanzania in het oosten, Gatsibo district van de (oostelijke provincie) in het zuiden en Gicumbi district van de noordelijke provincie in het westen. Nyagatare heeft een oppervlakte van 1.741 km² en is daarmee het grootste district van Rwanda. Met een bevolking van 466.944 in 2012, is Nyagatare het tweede meest bevolkte district van Rwanda, alleen het Gasabo district van de stad Kigali is groter, met 530.907 inwoners. Dit is een toename van 83% ten opzichte van 2002, toen de bevolking slechts 255.104 bedroeg.  Deze sterke toename van de bevolking is te wijten aan de grote verplaatsing van de bevolking uit andere delen van Rwanda op zoek naar land.

## Geografie
Nyagatare is het grootste district in Rwanda. Nyagatare ligt in een gebied met grasrijke vlakten en lage heuvels, met uitstekende uitzichten in alle richtingen, inclusief de bergen van Zuid-Oeganda en, op een zeer heldere dag, het Virunga-vulkaangebied. Het district heeft een hogere temperatuur in vergelijking met de andere delen van het land. Het ontvangt ook minder neerslag. Het land wordt niet zo uitgebreid bewerkt als in andere delen van Rwanda, en er is een grote hoeveelheid vee. Het gebied heeft een hogere gemiddelde dagtemperatuur dan het Rwandese gemiddelde en lagere neerslag, die soms tot droogte leidt. Het district Nyagatare is een van de zeven districten van de oostelijke provincie. Het is verdeeld in 14 sectoren die weer onderverdeeld zijn in 106 cellen en 630 dorpen "Imidugudu". Met een oppervlakte van 1.741 vierkante kilometer grenst het district aan Oeganda in het noorden, Tanzania in het oosten, in het zuiden aan het Gatsibo District en aan het Gicumbi District van de Noordelijke Provincie aan de westelijke grens.

## Sectoren
Nyagatare district is verdeeld in 14 sectoren (imirenge): Gatunda, Kiyombe, Karama, Karangazi, Katabagemu, Matimba, Mimuli, Mukama, Musheli, Nyagatare, Rukomo, Rwempasha, Rwimiyaga en Tabagwe.

## Topografie
Het district Nyagatare wordt in het algemeen gekenmerkt door laag hellende heuvels gescheiden door droge valleien gedurende een lange periode van het jaar (juni - oktober). Het district ligt in de lage vallei van graniet met een hoogte van 1513.5m.

## Demografie
Schattingen uit 2005 toonden aan dat de totale bevolking in Nyagatare 291.452 inwoners bedraagt, waarvan 51% vrouwen waren. De bevolkingsdichtheid is 167 inwoners/km², wat veel lager is dan het landelijk gemiddelde van 321 inwoners/km². De meest bevolkte sectoren zijn Mimuli en Katabagemu, die respectievelijk 25.651 en 25.250 inwoners hebben. Terwijl Rwempasha en Matimba de minst bevolkte sectoren zijn met respectievelijk 13.056 en 15.396 inwoners.

## Externe links

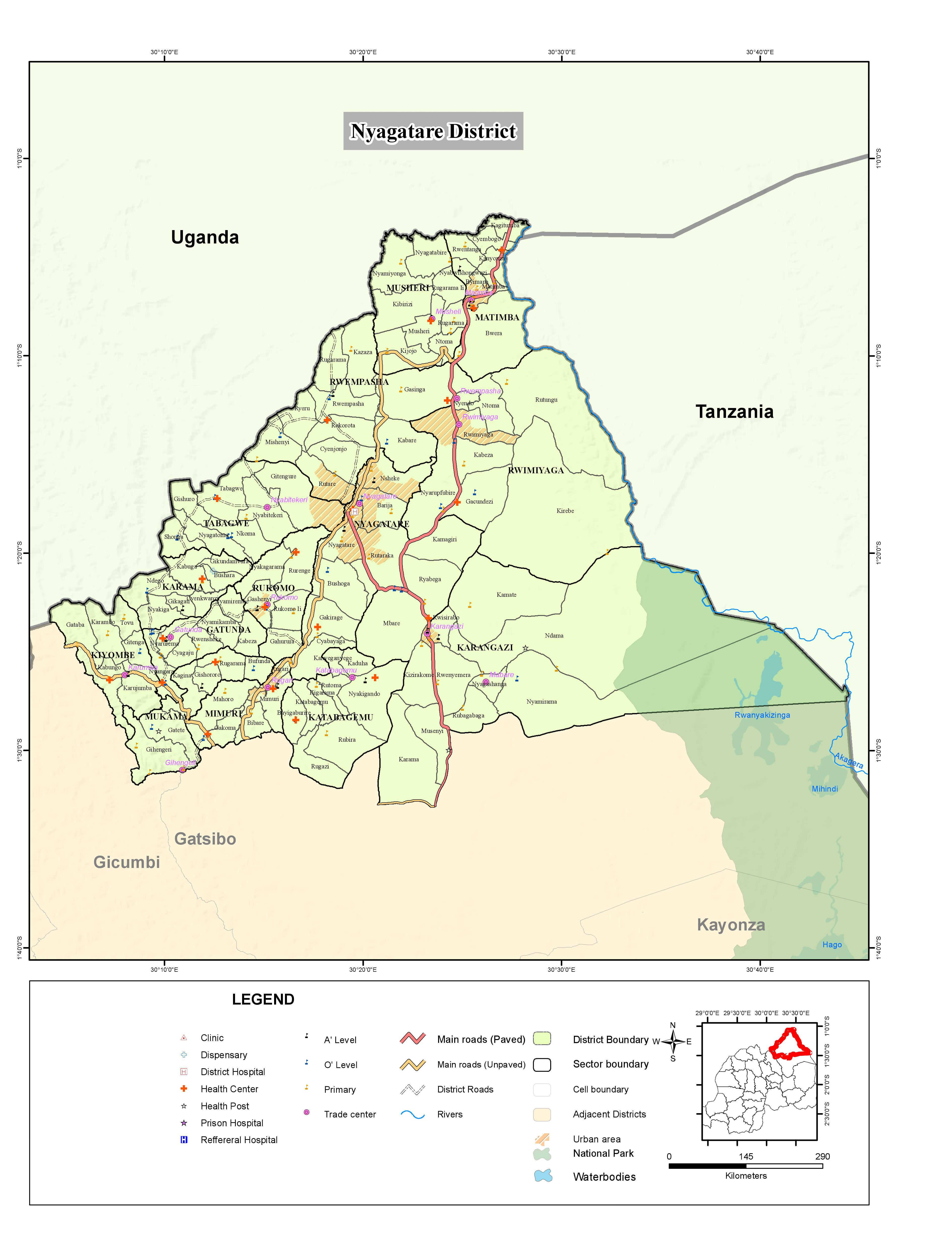
Kaart van Nyagatare district